# Mafumafu作品、參加活動列表
本列表收錄日本歌手Mafumafu發布的作品和參加的活動。

## 音樂作品

### 專輯

#### 個人專輯
夢色信號（日语：夢色シグナル）
2012年8月11日發行
| CD   | CD                                           | CD               | CD   |
| 曲序 | 曲目                                         | 词曲             | 时长 |
| ---- | -------------------------------------------- | ---------------- | ---- |
| 1.   | AM 4:00                                      | Mafumafu         | 0:17 |
| 2.   | 人生重置按鈕（日语：人生リセットボタン）                       | kemu             | 3:50 |
| 3.   | 櫻之歌（Album ver.）（Album ver.） | votaco           | 4:07 |
| 4.   | 孤獨的捉迷藏（日语：孤独ノ隠レンボ）                       | Suzumu | 3:53 |
| 5.   | 千本櫻（日语：千本桜）                             | 黑兔P（日语：黒うさP）  | 4:03 |
| 6.   | PM 10:00                                     | Mafumafu         | 0:15 |
| 7.   | 騙人的人生遊戲                     | kemu             | 4:07 |
| 8.   | Caseaman（Album ver.）（Album ver.）         | utml             | 3:14 |
| 9.   | 完全犯罪的情書                     | Suzumu | 4:09 |
| 10.  | 撲克臉 feat.スズム                 | Yucya  | 3:25 |
| 11.  | 神明發條                           | kemu             | 3:36 |
| 12.  | AM 5:00                                      | Mafumafu         | 0:21 |
| 13.  | DAYBREAK                                     | Mafumafu         | 4:40 |

刹那色症候群 
2013年12月31日發行
| CD   | CD                               | CD               | CD   |
| 曲序 | 曲目                             | 词曲             | 时长 |
| ---- | -------------------------------- | ---------------- | ---- |
| 1.   | (Instrumental)                   | Mafumafu         | 1:02 |
| 2.   | 復仇症候群             | Mafumafu         | 3:07 |
| 3.   | 生命的正義女神         | Neru             | 4:11 |
| 4.   |                                  | Mafumafu         | 4:24 |
| 5.   | 快樂曲調               | Last Note.       | 4:10 |
| 6.   | 綠青色的憂鬱           | Mafumafu         | 3:39 |
| 7.   | 傷潮溺亡               | Neru             | 3:23 |
| 8.   | [] (Instrumental)                | Mafumafu         | 1:10 |
| 9.   | 最後的效力             | Last Note.       | 3:40 |
| 10.  | Gigantic O.T.N         | Giga P | 3:21 |
| 11.  | -Arrange ver.-                   | Neru             | 3:32 |
| 12.  | 後記的開端，虛無的目錄 | Mafumafu         | 2:48 |
| 13.  | 最後一片葉子           | Mafumafu         | 4:07 |
| 14.  | [睡杯] (Instrumental)            | Mafumafu         | 1:19 |

暗色夜間游行 
2015年4月25日發行
| CD   | CD                             | CD                     | CD   |
| 曲序 | 曲目                           | 词曲                   | 时长 |
| ---- | ------------------------------ | ---------------------- | ---- |
| 1.   | [Trance] (Inst)                | Mafumafu               | 1:13 |
| 2.   | 窮鼠啃貓之路         | Mafumafu               | 3:33 |
| 3.   | 忘卻的Cuore          | Neru                   | 3:44 |
| 4.   | 蘋果烟花與蘇打之海   | Mafumafu               | 3:43 |
| 5.   | Plastic              | Last Note.             | 3:37 |
| 6.   | Hearted Doll         | Yuji         | 3:43 |
| 7.   | 肖邦與冰之白鍵       | Mafumafu               | 3:49 |
| 8.   | [Vulgar entertainment] (Inst)  |                        | 1:06 |
| 9.   | 戲曲與變形都市       | Mafumafu               | 3:34 |
| 10.  | 將亂塗之畫藏住的方法 | Mafumafu               | 2:47 |
| 11.  | 急奔於空             | Mafumafu               | 4:25 |
| 12.  | 聖誕夜游行           | Mafumafu               | 3:54 |
| 13.  | Septet Minus a fear            | Suzumu、150P | 4:28 |
| 14.  | [Before goodbye] (Inst)        |                        | 2:24 |
| 15.  | 夢與泡沫             | Mafumafu               | 2:36 |

明日色世界終結 
2017年10月18日發行，獲得Oricon公信榜第2名
發行公司：NBC環球娛樂
| CD   | CD                           | CD       | CD       | CD   |
| 曲序 | 曲目                         | 词曲     | 编曲     | 时长 |
| ---- | ---------------------------- | -------- | -------- | ---- |
| 1.   | [Nexus]                      | Mafumafu | Mafumafu | 1:57 |
| 2.   | 輪回轉生           | Mafumafu | Mafumafu | 4:02 |
| 3.   | 禁止侵入           | Mafumafu | Mafumafu | 3:37 |
| 4.   | 沉睡之林的灰姑娘   | Mafumafu | Mafumafu | 4:27 |
| 5.   | 水彩銀河的編年史   | Mafumafu | 佐佐木裕 | 4:19 |
| 6.   | 夢中之夢           | Mafumafu | Mafumafu | 4:01 |
| 7.   | 孤單二人           | Mafumafu | Mafumafu | 3:25 |
| 8.   | [Anonymous]                  | Mafumafu | Mafumafu | 2:17 |
| 9.   | 懲罰遊戲           | Mafumafu | Mafumafu | 3:34 |
| 10.  | Fury               | Mafumafu | Mafumafu | 3:35 |
| 11.  | 惡魔的證明         | Mafumafu |          | 3:26 |
| 12.  | 戀與微碳酸蘇打     | Mafumafu | Mafumafu | 3:54 |
| 13.  | 常夜之囯的游玩方法 | Mafumafu | Mafumafu | 3:31 |
| 14.  | 想要變成超級貓咪   | Mafumafu | Mafumafu | 3:47 |
| 15.  | [Lycoris]                    | Mafumafu | Mafumafu | 2:12 |
| 16.  |                              | Mafumafu | Mafumafu | 3:25 |

特典DVD-A
1. 「Mafumafu單人旅行」

特典DVD-B
1. 「夢中之夢」MV ＆ Making（真人ver.）
2. 「輪回轉生」MV ＆ Making（真人ver.）
3. 「家裏蹲也要辦LIVE！」@幕張展覽館 演唱会影像

神樂色人造藝品
2019年10月16日發行，獲得Oricon公信榜第2名
發行公司：A-Sketch
| CD   | CD                               | CD                           | CD       | CD   |
| 曲序 | 曲目                             | 词曲                         | 编曲     | 时长 |
| ---- | -------------------------------- | ---------------------------- | -------- | ---- |
| 1.   | 忍者前行               | Mafumafu                     | Mafumafu | 4:44 |
| 2.   | 自毀程序               | Mafumafu                     | Mafumafu | 3:55 |
| 3.   | 犧牲                   | Mafumafu                     | Mafumafu | 4:14 |
| 4.   | 拼圖遊戲               | Mafumafu                     | Mafumafu | 3:24 |
| 5.   | 故障                   | Mafumafu                     | Mafumafu | 3:00 |
| 6.   | 朦朧月色               | Mafumafu                     | Mafumafu | 4:10 |
| 7.   | 沒能成爲超級貓咪       | Mafumafu                     | Mafumafu | 3:44 |
| 8.   | 想成爲女孩子           | Mafumafu、田中秀和（MONACA） | 田中秀和 | 3:58 |
| 9.   | 不動如山               | Mafumafu                     | Mafumafu | 3:55 |
| 10.  | 你給我的星群           | Mafumafu                     | 佐々木裕 | 3:41 |
| 11.  | Rewrite the Saga       | Mafumafu                     | Mafumafu | 3:40 |
| 12.  | 曼珠沙華               | Mafumafu                     | 佐々木裕 | 4:08 |
| 13.  | 不讓你過               | Mafumafu                     | Mafumafu | 3:28 |
| 14.  | 傀儡的心臟             | Mafumafu                     | Mafumafu | 3:50 |
| 15.  | 廢墟之國的愛麗絲       | Mafumafu                     | Mafumafu | 4:05 |
| 16.  | 沒有出生的意義。       | Mafumafu                     | Mafumafu | 4:35 |
| 17.  | 將藝術科學化           | Mafumafu                     | Mafumafu | 2:49 |
| 18.  | 那是戀情的終結         | Mafumafu                     | Mafumafu | 4:29 |
| 19.  | 敬啟、那櫻花飄散的日子 | Mafumafu                     | Mafumafu | 3:52 |
| 20.  | 淺夢已散               | Mafumafu                     | Mafumafu | 4:05 |

初回生産限定盤A
Music Video
1. 「那是戀情的終結」
  - 真人Music Video
  - Music Video Making
2. 「你給我的星群」
  - 3DCG动画Music Video

LIVE 影像
1. 家裏蹲也要開LIVE！〜明日色世界終結發售紀念公演〜＠慕張Masse國際展覽館9、10、11廳
  - 「輪回轉生」
  - 「孤單二人」
2. 家裏蹲也要開Fes！～世界征服Ⅰ＠西武巨蛋～
  - 「曼珠沙華」
  - 「忍者前行」

初回生産限定盤B
1. Mafumafu 一人京都旅 大容量90分鐘（解説：内山昂輝）
  - 游船
  - 人力車
  - 吃遍嵐山
  - 製作和式點心
  - 忍者修行
  - 川床吃飯
  - 住宿片刻

#### VOCALOID原創專輯
2013年4月27日發行
| CD   | CD                               | CD               | CD   |
| 曲序 | 曲目                             | 词曲             | 时长 |
| ---- | -------------------------------- | ---------------- | ---- |
| 1.   | 疫病神                 | Mafumafu         | 3:44 |
| 2.   | Good Sleep Control     | Mafumafu         | 3:31 |
| 3.   | 復仇綜合徵             | Mafumafu、Suzumu | 3:00 |
| 4.   | 后記的開端，虛無的目錄 | Mafumafu         | 2:48 |
| 5.   | 緑青色的憂鬱           | Mafumafu         | 3:39 |
| 6.   | 秘事                   | Mafumafu         | 3:58 |
| 7.   | 機械基因腦             | Mafumafu         | 3:00 |
| 8.   | 黃昏禪日記             | Mafumafu         | 3:37 |
| 9.   |                                  | Mafumafu         | 3:51 |
| 10.  | 透明游行               | Mafumafu         | 4:07 |

### 公開真人MV
- https://www.youtube.com/watch?v=qs_6mTjG9cE （页面存档备份，存于） - YouTube
- https://www.youtube.com/watch?v=yV0j3-SGaYA （页面存档备份，存于） - YouTube
- https://www.youtube.com/watch?v=vkISTgA3DZs （页面存档备份，存于）- YouTube
- https://www.youtube.com/watch?v=McDyGfXFsdk （页面存档备份，存于）- YouTube
- https://www.youtube.com/watch?v=3yPmyL3DPaY （页面存档备份，存于） - YouTube
- https://www.youtube.com/watch?v=LgrpIobzFSE （页面存档备份，存于）- YouTube

### 投稿作品
Niconico投稿作品（截至2020/05/05）
- 【Mafumafu】馬賽克卷＠試唱【(ﾉ)・ω・(ヾ)】

https://www.nicovideo.jp/watch/sm14813799
- 【Mafumafu】天樂＠盡全力試唱【(ﾉ)・ω・(ヾ)】

https://www.nicovideo.jp/watch/sm15189040
- 【Mafumafu】俄羅斯套娃＠咚咚地試唱【(ﾉ)・ω・(ヾ)】

https://www.nicovideo.jp/watch/sm15350853
- 【ZERO】「Unhappy Refrain 」試唱。【Mafumafu】

https://www.nicovideo.jp/watch/sm15439989
- 【Mafumafu】Fire◎Flower＠試著合作了【LiLoL】

https://www.nicovideo.jp/watch/sm15469939
- 【Mafumafu】千本櫻＠試唱【(ﾉ)・ω・(ヾ)】

https://www.nicovideo.jp/watch/sm15647338
- 【Mafumafu】Envy Catwalk＠試唱【(ﾉ)・ω・(ヾ)】

https://www.nicovideo.jp/watch/sm15969240
- 【NAMAKABi.C】Mrs.Pumpkin滑稽的夢【試唱】

https://www.nicovideo.jp/watch/sm16022698
- 【Mafumafu】「Just a game」 試唱 Ver.mafuncyo【iincyo】

https://www.nicovideo.jp/watch/sm16067866
- 【Mafumafu】Unhappy Refrain＠試唱

https://www.nicovideo.jp/watch/sm16235758
- 【Mafumafu】Glorious World＠試唱【(ﾉ)・ω・(ヾ)】

https://www.nicovideo.jp/watch/sm16433472
- 【まふティン】Invisible＠試唱【Mafumafu×Akatin】

https://www.nicovideo.jp/watch/sm16511744
- 【Mafumafu】bouquet＠試唱【(ﾉ)・ω・(ヾ)】

https://www.nicovideo.jp/watch/sm16540750
- 【Mafumafu】巴比倫@抱著敬意試唱了【一周年紀念PV】

https://www.nicovideo.jp/watch/sm16556516
- 【Mafumafu】痛並渴痛＠試唱【(っ'-'c)】

https://www.nicovideo.jp/watch/sm16709349
- 『ARKADIA』試唱【Mafumafu＆松下】

https://www.nicovideo.jp/watch/sm16713037
- 【Mafumafu】兩秒間＠原Key試唱【(ﾉ)・ω・(ヾ)】

https://www.nicovideo.jp/watch/sm16719236
- 【Mafumafu】貓耳備檔＠試唱【(ﾉ)・ω・(ヾ)】

https://www.nicovideo.jp/watch/sm16824533
- 【Mafumafu】凶宅中的上吊少女＠試唱【(ﾉ)・ω・(ヾ)】

https://www.nicovideo.jp/watch/sm16896330
- 【Mafumafu】騙人的Life Game＠試唱【(ﾉ)・ω・(ヾ)】

https://www.nicovideo.jp/watch/sm16931987
- 【Mafumafu】左右 -右左-＠試唱

https://www.nicovideo.jp/watch/sm17191074
- 【卡拉編曲】東京泰迪熊＠試唱【Mafumafu】

https://www.nicovideo.jp/watch/sm17239911
- BLACK★ROCK SHOOTER＠試唱　Mafumafu×Akatin

https://www.nicovideo.jp/watch/sm17267463
- 【Mafumafu】二次元Dream Fever＠試唱

https://www.nicovideo.jp/watch/sm17277141
- 【Mafumafu】Konoha的世界事情＠試唱

https://www.nicovideo.jp/watch/sm17414753
- 【Mafumafu】目隱CODE＠試唱【原創PV】

https://www.nicovideo.jp/watch/sm17484193
- 【Mafumafu】六兆年零一夜的故事＠試唱

https://www.nicovideo.jp/watch/sm17552287
- 【初音未來】DAYBREAK【原創曲・PV】

https://www.nicovideo.jp/watch/sm17710284
- 【Mafumafu】馬達拉邪教＠試唱

https://www.nicovideo.jp/watch/sm17763809
- 【Mafumafu】孤獨的捉迷藏＠試唱

https://www.nicovideo.jp/watch/sm18041050
- "「Mr.Music」 試唱 【MR

SOUND_SMS】"
https://www.nicovideo.jp/watch/sm18061116
- 『剎那旅程』試唱【石敢當×Mafumafu】

https://www.nicovideo.jp/watch/sm18162819
- 【Mafumafu】完美犯罪的情書＠試唱

https://www.nicovideo.jp/watch/sm18190580
- 【Mafumafu】magician's operation＠試唱

https://www.nicovideo.jp/watch/sm18425640
- 【夏comi】夢色SIGNAL -試聽- 【Mafumafu】

https://www.nicovideo.jp/watch/sm18537816
- 【Mafumafu】地球最後的告白＠試唱

https://www.nicovideo.jp/watch/sm18568664
- 孩童記錄＠試唱　【天月×Mafumafu】

https://www.nicovideo.jp/watch/sm18631620
- 【4人】1 2 fun club　試唱【mafu月KONI十】

https://www.nicovideo.jp/watch/sm18682960
- 【Mafumafu】戀椿姬＠試唱

https://www.nicovideo.jp/watch/sm18871416
- 【IA】夕暮蟬日記【原創曲】

https://www.nicovideo.jp/watch/sm18897678
- 【Mafumafu】多米諾骨牌＠試唱

https://www.nicovideo.jp/watch/sm19035544
- 【Mafumafu】CaseTRESman＠試唱

https://www.nicovideo.jp/watch/sm19042203
- 【Mafumafu】模仿者的搶椅子遊戲＠試唱

https://www.nicovideo.jp/watch/sm19232478
- 【Mafumafu】映山紅之亡靈＠試唱

https://www.nicovideo.jp/watch/sm19299109
- 【Mafumafu】Bad Sweets＠試唱

https://www.nicovideo.jp/watch/sm19411553
- 【IA】復仇症候群【原創曲】

https://www.nicovideo.jp/watch/sm19509983
- 【Mafutin】腦漿炸裂女孩＠試唱【Mafumafu×Akatin】

https://www.nicovideo.jp/watch/sm19828952
- 過食性：偶像症候群 試唱【Mafumafu＆天月】

https://www.nicovideo.jp/watch/sm19918800
- 【Mafumafu】平凡的英雄們＠試唱

https://www.nicovideo.jp/watch/sm19998472
- 【GUMI】綠青色的憂鬱【原創曲】

https://www.nicovideo.jp/watch/sm20060328
- 【Mafumafu】不良少年・不良少女＠試唱

https://www.nicovideo.jp/watch/sm20274692
- 【Mafumafu】Lost One 的號哭＠試唱

https://www.nicovideo.jp/watch/sm20359879
- 【Mafumafu】Loss Time Memory＠試唱

https://www.nicovideo.jp/watch/sm20481533
- 【Mafumafu】魔法少女幸福論＠試唱

https://www.nicovideo.jp/watch/sm20527069
- 【2013超會議】明鏡止水 -XFD-【Mafumafu】

https://www.nicovideo.jp/watch/sm20653453
- 【IA】厄病神【原創曲】

https://www.nicovideo.jp/watch/sm20694465
- 【Mafumafu】敗北的少年＠試唱

https://www.nicovideo.jp/watch/sm20802258
- 【IA】秘密【原創曲】

https://www.nicovideo.jp/watch/sm20937824
- 【Mafumafu】白癡烏托邦政策＠試唱

https://www.nicovideo.jp/watch/sm21129846
- マジLOVE2000% 試唱 【歌天使亜勇弧魔】

https://www.nicovideo.jp/watch/sm21166781
- 【Mafumafu】Gigantic O.T.N＠試唱

https://www.nicovideo.jp/watch/sm21257241
- 【Mafumafu】不正解恐怖主義＠試唱

https://www.nicovideo.jp/watch/sm21390165
- 【IA】夢花火【原創曲】

https://www.nicovideo.jp/watch/sm21489609
- 【Mafumafu】逃走本能＠試唱

https://www.nicovideo.jp/watch/sm21560295
- 【Mafumafu】夢花火＠自己試唱了

https://www.nicovideo.jp/watch/sm21676184
- 【Mafumafu】世界壽命與最後一日＠試唱

https://www.nicovideo.jp/watch/sm21781892
- Summer Time Record-Acoustic ver.-＠試唱【Mafumafu】

https://www.nicovideo.jp/watch/sm21811524
- How to 世界征服　試唱【Mafumafu×天月】

https://www.nicovideo.jp/watch/sm21956419
- 生命的正義女神＠試唱【Mafumafu】

https://www.nicovideo.jp/watch/sm22041238
- DONUT HOLE＠試唱【Mafumafu】

https://www.nicovideo.jp/watch/sm22149613
- 外側科學(OUTER SCIENCE)＠試唱【Mafumafu】

https://www.nicovideo.jp/watch/sm22287629
- 【2013冬comic】刹那色症候群 -試聽-【Mafumafu】

https://www.nicovideo.jp/watch/sm22452603
- 【IA feat. 鏡音鈴】Super Nuko World【原創曲】

https://www.nicovideo.jp/watch/sm22491239
- 『初戀的繪本-another story-』 Arrange ver.＠試唱【Mafumafu】

https://www.nicovideo.jp/watch/sm22662659
- 【IA】永眠童話【原創曲】

https://www.nicovideo.jp/watch/sm22765167
- 延命治療 -Arrange ver.- ＠試唱【Mafumafu】

https://www.nicovideo.jp/watch/sm22878012
- 隨神之側＠深夜興致亢奮地試唱【un:c×Mafumafu】

https://www.nicovideo.jp/watch/sm22895293
- 海百合海底譚　試唱【Soraru×Mafumafu】

https://www.nicovideo.jp/watch/sm23039440
- 【IA】幻想世界與玩具的心臟【原創曲】

https://www.nicovideo.jp/watch/sm23253153
- 【NicoNico大合作】Blessing【SINGERS ver.B】

https://www.nicovideo.jp/watch/sm23348371
- 目隱城市的演繹者OP「daze」act 01 SP.＠試唱【Mafumafu】

https://www.nicovideo.jp/watch/sm23355042
- 【超ボマス2014春】After Rain Quest-XFD-【Soraru×Mafumafu】

https://www.nicovideo.jp/watch/sm23381343
- すーぱーぬこわーるど(Super Nuko World)　試唱【Soraru×Mafumafu】

https://www.nicovideo.jp/watch/sm23387786
- 流心(Streaming Heart)＠試唱【Mafumafu】

https://www.nicovideo.jp/watch/sm23634527
- Terror(恐怖)＠試唱【Mafumafu】

https://www.nicovideo.jp/watch/sm23768410
- Milkcrown On Sonechka＠試唱【Soraru×Mafumafu】

https://www.nicovideo.jp/watch/sm23826286
- 【天月×Mafumafu】No Logic＠試唱【原創PV】

https://www.nicovideo.jp/watch/sm23985500
- 【IA】蘋果煙火與蘇打的海【原創曲】

https://www.nicovideo.jp/watch/sm24205476
- 蘋果煙花與蘇打之海＠自己試唱了【Mafumafu】

https://www.nicovideo.jp/watch/sm24408079
- 【IA】戲曲與變形都市【原創曲】

https://www.nicovideo.jp/watch/sm24623249
- 不要走＠試唱【Mafumafu】

https://www.nicovideo.jp/watch/sm24709937
- kiss＠試唱【Mafumafu】

https://www.nicovideo.jp/watch/sm24960695
- 沉溺於悲傷的浪濤之中＠試唱【Mafumafu】

https://www.nicovideo.jp/watch/sm25037187
- Overclock＠試唱【Mafumafu】

https://www.nicovideo.jp/watch/sm25105496
- 【初音未來sweet】蕭邦與冰之白琴鍵【原創曲】

https://www.nicovideo.jp/watch/sm25308401
- 戲曲與變形都市＠自己試唱了【Mafumafu】

https://www.nicovideo.jp/watch/sm25407777
- 廚病激發BOY　 試唱【Soraru×Mafumafu】

https://www.nicovideo.jp/watch/sm25507743
- 自傷無色＠試唱【Mafumafu】

https://www.nicovideo.jp/watch/sm25635891
- 逐漸變快　試唱【Soraru×Mafumafu】

https://www.nicovideo.jp/watch/sm25877748
- 少年少女善變症候群＠試唱【Mafumafu】

https://www.nicovideo.jp/watch/sm25902407
- 【超會議2015】闇色Night Parade-專輯交叉導覽-【Mafumafu】

https://www.nicovideo.jp/watch/sm26019812
- 才能取樣器＠試唱【Mafumafu】

https://www.nicovideo.jp/watch/sm26070878
- Hearted Doll／Mafumafu

https://www.nicovideo.jp/watch/sm26207417
- 【IA】心的回味【原創曲】

https://www.nicovideo.jp/watch/sm26310950
- 再見了騙子＠試唱【Mafumafu】

https://www.nicovideo.jp/watch/sm26477962
- 竹取Overnight Sensation＠試唱【Mafumafu×天月】

https://www.nicovideo.jp/watch/sm26519121
- 甜蜜歌曲和苦澀舞步＠試唱【Mafumafu】

https://www.nicovideo.jp/watch/sm26630089
- 毀滅著世界＠試唱【Mafumafu】

https://www.nicovideo.jp/watch/sm26862082
- 【夏comi2015】Prerhythm arch-XFD-【Soraru×Mafumafu】

https://www.nicovideo.jp/watch/sm26922409
- 世界病之少年少女／Soraru×Mafumafu

https://www.nicovideo.jp/watch/sm27055796
- 鏡花水月／Mafumafu

https://www.nicovideo.jp/watch/sm27132601
- 再教育-Arrange ver.-＠試唱【un:c×Mafumafu】

https://www.nicovideo.jp/watch/sm27382451
- Berserk／Mafumafu　【原創曲】

https://www.nicovideo.jp/watch/sm27485100
- 惡作劇忍法帳 試唱【Soraru×Mafumafu】

https://www.nicovideo.jp/watch/sm27685236
- 心的回味／Mafumafu

https://www.nicovideo.jp/watch/sm27730221
- 櫻花月夜和袖上綿淚雨／After the Rain【Soraru×Mafumafu】

https://www.nicovideo.jp/watch/sm27965722
- Ghost Rule（幽靈法則）＠試唱【Mafumafu】

https://www.nicovideo.jp/watch/sm28039292
- 無人知曉的Happy End　試唱【Soraru×Mafumafu】

https://www.nicovideo.jp/watch/sm28309527
- 鳴囀／Mafumafu

https://www.nicovideo.jp/watch/sm28350031
- 【After the Rain】Kuro Crest Story-XFD-【Soraru×Mafumafu】

https://www.nicovideo.jp/watch/sm28596156
- 禁止進入／Mafumafu

https://www.nicovideo.jp/watch/sm28611756
- I sleep well／After the Rain【Soraru×Mafumafu】

https://www.nicovideo.jp/watch/sm28626947
- 脫獄＠試唱【Mafumafu】

https://www.nicovideo.jp/watch/sm28793469
- 我想變成超級貓咪／Mafumafu

https://www.nicovideo.jp/watch/sm28990642
- 逃避法律搖滾　試唱【Soraru×Mafumafu】

https://www.nicovideo.jp/watch/sm29104703
- 小小的妳(Eine kleine)-Acoustic Arrange-＠試唱【Mafumafu】

https://www.nicovideo.jp/watch/sm29152222
- 向星星許願-Arrange ver.-　試唱【Mafumafu×あほの坂田】

https://www.nicovideo.jp/watch/sm29219455
- 被拋棄的恆星＠試唱【Mafumafu】

https://www.nicovideo.jp/watch/sm29340334
- 【MV】Secret Answer/XYZ

https://www.nicovideo.jp/watch/sm29385061
- 彗星列車的鳴笛聲響起／After the Rain【Soraru×Mafumafu】

https://www.nicovideo.jp/watch/sm29477525
- 夢中之夢／Mafumafu

https://www.nicovideo.jp/watch/sm29602449
- 【你的名字。】前前前世　試唱【Soraru×Mafumafu】

https://www.nicovideo.jp/watch/sm29703556
- 夏祭-Arrange ver.-＠試唱【Mafumafu】

https://www.nicovideo.jp/watch/sm29787224
- ECHO＠試唱【Mafumafu feat.nqrse】

https://www.nicovideo.jp/watch/sm29922241
- 冒險書消失了！　試唱【Soramafuurasaka】

https://www.nicovideo.jp/watch/sm30019771
- 懲罰遊戲／Mafumafu

https://www.nicovideo.jp/watch/sm30129689
- 總被遺忘的人／After the Rain【Soraru×Mafumafu】

https://www.nicovideo.jp/watch/sm30236060
- 【逃げ恥】戀-Arrange ver.-試唱【Soraru×Mafumafu】

https://www.nicovideo.jp/watch/sm30267609
- 貓咪打滾／Mafumafu

https://www.nicovideo.jp/watch/sm30421013
- 啾嚕哩啦·啾嚕哩啦·噠噠噠！＠試唱【Mafumafu】

https://www.nicovideo.jp/watch/sm30508023
- KISS～回家路上的情歌～　試唱【Mafumafu×Uratanuki】

https://www.nicovideo.jp/watch/sm30630422
- Romeo ／ Mafumafu×天月 【試唱】

https://www.nicovideo.jp/watch/sm30722500
- 【３月的獅子】orion -Arrange ver.-＠試唱【Mafumafu】

https://www.nicovideo.jp/watch/sm30854565
- 雨和佩特拉＠試唱【Mafumafu】

https://www.nicovideo.jp/watch/sm30885470
- 解讀不能／After the Rain【Soraru×Mafumafu】

https://www.nicovideo.jp/watch/sm30915419
- Anti-Clockwise(逆時針）／After the Rain【Soraru×Mafumafu】

https://www.nicovideo.jp/watch/sm30958220
- 彗星蜜月＠試唱【Mafumafu】

https://www.nicovideo.jp/watch/sm31009419
- Fixer＠試唱【luz×Mafumafu】

https://www.nicovideo.jp/watch/sm31102478
- 缺陷(handicap)／Mafumafu

https://www.nicovideo.jp/watch/sm31192842
- LOSER -Arrange ver.-＠試唱【Mafumafu】

https://www.nicovideo.jp/watch/sm31236768
- 敬啟，我的分身@試唱【Mafumafu】

https://www.nicovideo.jp/watch/sm31334614
- 荒謬文學　試唱【Soraru×Mafumafu】

https://www.nicovideo.jp/watch/sm31400570
- 錯誤搜尋／IA feat.Mafumafu

https://www.nicovideo.jp/watch/sm31480307
- 錯誤搜尋＠自己試唱了【Mafumafu】

https://www.nicovideo.jp/watch/sm31498954
- 猛獨侵襲＠試唱【Mafumafu】

https://www.nicovideo.jp/watch/sm31540092
- 【瑪麗與魔女之花】RAIN -Arrange ver.-＠試唱【Mafumafu】

https://www.nicovideo.jp/watch/sm31570085
- 砂之惑星　試唱【Soraru×Mafumafu】

https://www.nicovideo.jp/watch/sm31642420
- 晃蕩於四季／After the Rain【Soraru×Mafumafu】

https://www.nicovideo.jp/watch/sm31672168
- 打上花火 -Arrange ver.-＠試唱【Mafumafu】

https://www.nicovideo.jp/watch/sm31768393
- AlienAlien＠試唱【Mafumafu】

https://www.nicovideo.jp/watch/sm31830931
- 火花 試唱【Soraru×Mafumafu】

https://www.nicovideo.jp/watch/sm31916235
- 病名為愛＠試唱【Mafumafu】

https://www.nicovideo.jp/watch/sm31965640
- 輪迴轉生／Mafumafu

https://www.nicovideo.jp/watch/sm32010061
- 明日色世界末日-XFD-／Mafumafu

https://www.nicovideo.jp/watch/sm32047026
- 【MV】終點／Mafumafu

https://www.nicovideo.jp/watch/sm32117805
- Mrs.Pumpkin的滑稽之夢 試唱【luz×nqrse×Soraru×Mafumafu】

https://www.nicovideo.jp/watch/sm32191217
- 灰色與青-Arrange ver.-＠試唱【Soraru×Mafumafu】

https://www.nicovideo.jp/watch/sm32246618
- 隨便～隨便～隨便～＠試唱【Mafumafu】

https://www.nicovideo.jp/watch/sm32297515
- 【MV】角色扮演遊戲 ／ Soramafuurasaka

https://www.nicovideo.jp/watch/sm32355422
- 非幻想 ／ Mafumafu×天月 【試唱】

https://www.nicovideo.jp/watch/sm32366808
- 【MV】絕對好孩子的種種／After the Rain【Soraru×Mafumafu】

https://www.nicovideo.jp/watch/sm32423702
- 被生命厭惡著。＠試唱【Mafumafu】

https://www.nicovideo.jp/watch/sm32556322
- 【MV】CocktaiL (雞尾酒)

https://www.nicovideo.jp/watch/sm32568279
- お神佛＠全部用自己的聲音試唱了【Mafumafu】

https://www.nicovideo.jp/watch/sm32605860
- 你好不容易要到我身邊＠試唱【Mafumafu×坂田】

https://www.nicovideo.jp/watch/sm32640550
- 愉快的悲慘結局／Mafumafu feat. 初音ミク

https://www.nicovideo.jp/watch/sm32673722
- 【MV】朦朧月色Mafumafu

https://www.nicovideo.jp/watch/sm32746679
- 夕立ち(驟雨) ／After the Rain【Soraru×Mafumafu】

https://www.nicovideo.jp/watch/sm32845556
- ROKI＠試唱【Mafumafu feat.Soraru】

https://www.nicovideo.jp/watch/sm32882962
- SNOBBISM＠試唱【Mafumafu】

https://www.nicovideo.jp/watch/sm32951788
- 【MV】Nectar（花蜜）／Mafumafu feat. nqrse

https://www.nicovideo.jp/watch/sm33042955
- 局外者／Mafumafu×天月【試唱】

https://www.nicovideo.jp/watch/sm33066285
- Lemon-Arrange ver.-＠試唱【Mafumafu】

https://www.nicovideo.jp/watch/sm33137263
- 獻上海洋雪花束／After the Rain【Soraru×Mafumafu】

https://www.nicovideo.jp/watch/sm33226765
- Hello－Dystopia／Mafumafu feat. 鏡音鈴・連

https://www.nicovideo.jp/watch/sm33260180
- Hello－Dystopia＠自己試唱了【Mafumafu】

https://www.nicovideo.jp/watch/sm33333652
- 懺悔參拜＠試唱【Mafumafu】

https://www.nicovideo.jp/watch/sm33458816
- 就這樣死掉也太悽慘了！＠試唱【Soraru×Mafumafu】

https://www.nicovideo.jp/watch/sm33556136
- 【MV】層層染君色＠自己試唱了【Mafumafu】

https://www.nicovideo.jp/watch/sm33590404
- 廢墟之國的愛麗絲／Mafumafu feat. 初音未來

https://www.nicovideo.jp/watch/sm33715008
- 【After the Rain】受邀旅人-XFD-【Soraru×Mafumafu】

https://www.nicovideo.jp/watch/sm33792170
- 廢墟之國的愛麗絲＠自己試唱了【Mafumafu】

https://www.nicovideo.jp/watch/sm33807171
- 那年夏天正飽和著。＠試唱【Mafumafu】

https://www.nicovideo.jp/watch/sm33881801
- 夢的吹奏樂 ／ Mafumafu×天月 【試唱】

https://www.nicovideo.jp/watch/sm34002122
- 不然你過 ／Mafumafu

https://www.nicovideo.jp/watch/sm34036213
- Happy Hallow與神明俱樂部＠試唱【Soraru×Mafumafu】

https://www.nicovideo.jp/watch/sm34102938
- Flamingo -Arrange ver.-＠試唱【Mafumafu】

https://www.nicovideo.jp/watch/sm34138124
- 【MV】エフピーエス(FPS) ／ Soramafuurasaka feat. 荒野行動

https://www.nicovideo.jp/watch/sm34179219
- 拼圖遊戲／Mafumafu feat. 鏡音連

https://www.nicovideo.jp/watch/sm34214810
- 拼圖遊戲＠自己試唱了【Mafumafu】

https://www.nicovideo.jp/watch/sm34234381
- 黑色聖誕節／After the Rain【Soraru×Mafumafu】

https://www.nicovideo.jp/watch/sm34350672
- 理理我嘛／Mafumafu×天月

https://www.nicovideo.jp/watch/sm34367596
- 【MV】GHOST／Mafumafu×nqrse

https://www.nicovideo.jp/watch/sm34457656
- 乙女解剖＠試唱【Mafumafu】

https://www.nicovideo.jp/watch/sm34546673
- 【MV】曼珠沙華／Mafumafu

https://www.nicovideo.jp/watch/sm34635739
- 繆見的馬戲團＠試唱【Mafumafu】

https://www.nicovideo.jp/watch/sm34742597
- 【MV】Nighty Night／Mafumafu

https://www.nicovideo.jp/watch/sm34780370
- 果然無法成為超級貓貓呢／Mafumafu feat.鏡音蓮

https://www.nicovideo.jp/watch/sm34914124
- 果然無法成為超級貓貓呢＠自己試唱了【Mafumafu】

https://www.nicovideo.jp/watch/sm34955884
- 【MV】敬啟、那櫻花飄散的日子／Mafumafu【少年MJ学園】

https://www.nicovideo.jp/watch/sm35028006
- 人造女孩 (Android Girl)＠試唱【Mafumafu】

https://www.nicovideo.jp/watch/sm35090433
- 【MV】戀愛開始的方程式／After the Rain【Soraru×Mafumafu】

https://www.nicovideo.jp/watch/sm35135725
- 【MV】忍者的命運／Mafumafu

https://www.nicovideo.jp/watch/sm35234757
- 【MV】World Domination／Hiki Fes 2019

https://www.nicovideo.jp/watch/sm35260323
- 【MV】Sacrifice（犧牲）／Mafumafu

https://www.nicovideo.jp/watch/sm35357105
- 熊貓HERO 試唱【luz×nqrse×Soraru×Mafumafu】

https://www.nicovideo.jp/watch/sm35425745
- 【MV】改變世界的秘訣／After the Rain【Soraru×Mafumafu】

https://www.nicovideo.jp/watch/sm35512794
- 【MV】Finale（終曲） /XYZ

https://www.nicovideo.jp/watch/sm35571721
- 出生並無意義。／Mafumafu

https://www.nicovideo.jp/watch/sm35607861
- Pretender -Arrange ver.-＠試唱【Mafumafu】

https://www.nicovideo.jp/watch/sm35737767
- 神樂色Artifact-XFD-／Mafumafu

https://www.nicovideo.jp/watch/sm35778606
- Charles＠試唱【Mafumafu】

https://www.nicovideo.jp/watch/sm35789940
- 想成為女孩子／Mafumafu

https://www.nicovideo.jp/watch/sm35829317
- 【MV】食夢貘／After the Rain【Soraru×Mafumafu】

https://www.nicovideo.jp/watch/sm35888416
- Angel(天使)＠試唱【Mafumafu】

https://www.nicovideo.jp/watch/sm35925435
- 【MV】既視感／Mafumafu

https://www.nicovideo.jp/watch/sm35987683
- 【MV】必殺指令／soramafuurasaka

https://www.nicovideo.jp/watch/sm36049105
- 【MV】不講理正論駁倒／浦田涉×Mafumafu

https://www.nicovideo.jp/watch/sm36080043
- 【MV】夜櫻／隔壁的坂田×Mafumafu

https://www.nicovideo.jp/watch/sm36143175
- 【2020年】生命的正義女神＠再一次試唱了【Mafumafu】

https://www.nicovideo.jp/watch/sm36175528
- 如果能成為誰的心臟＠試唱【Mafumafu】

https://www.nicovideo.jp/watch/sm36222112
- 【MV】喰病之理想／After the Rain【Soraru×Mafumafu】

https://www.nicovideo.jp/watch/sm36268862
- 【MV】Nontitle／Mafumafu

https://www.nicovideo.jp/watch/sm36362968
- 猫猫的宇宙論＠試唱【Mafumafu】

https://www.nicovideo.jp/watch/sm36423596
- 【MV】人生逆轉的神跡／After the Rain【Soraru×Mafumafu】

https://www.nicovideo.jp/watch/sm36438077
- 【MV】最終宣告／Mafumafu

https://www.nicovideo.jp/watch/sm36566206
- 【MV】寫作後悔的未來／Mafumafu

https://www.nicovideo.jp/watch/sm36723146
- 【MV】將黃昏錯認爲夢／After the Rain【Soraru×Mafumafu】

https://www.nicovideo.jp/watch/sm36763184
- 向夜晚飛奔而去＠試唱【Mafumafu】

https://www.nicovideo.jp/watch/sm36804977

### 商業合作曲
| 樂曲                             | 商業合作                                                   | 年份   |
| -------------------------------- | ---------------------------------------------------------- | ------ |
| 世界病少年少女         | 朝日放送 ABC地方電視劇 《Chia☆doru》片尾曲                 | 2015年 |
| First End              | 東京都會電視台其他 動畫《從前有座靈劍山 星塵們之宴》片頭曲 | 2016年 |
| 解讀不能               | 電視動畫《阿童木起源》片頭曲                               | 2017年 |
| 逆時針                 | 電視動畫《時鐘機關之星》片尾曲                             | 2017年 |
| Rewite the Saga        | 遊戲《Hortensia SAGA 蒼之騎士團》主題曲                    | 2019年 |
| 敬啟、那櫻花飄散的日子 | Web網頁《少年JM學園》主題曲                      | 2019年 |
| 犧牲                   | 電視動畫「獵獸神兵(第一季)」片頭曲                         | 2019年 |
| 拼圖遊戲               | MBS/TBS連續劇「Scams」片頭曲                               | 2019年 |
| 那是戀情的終結         | 日本電視臺《SUKKIRI（スッキリ）》10月度ED                  | 2019年 |
| 1・2・3                          | 電視動畫「精靈寶可夢」主題曲                               | 2019年 |
| 只是將其稱之爲愛（日语：それを愛と呼ぶだけ）       | NTT docomo 學生優惠宣傳活動商業搭配曲                      | 2020年 |
| 最終宣告                         | 「專門學校HAL」廣告曲                                      | 2020年 |

### 提供樂曲

#### CD
- 《Hello,World!》（國王唱片、2014年7月16日發行）
  - 天月的專輯。提供《我們的世界係戰爭》（日语：僕らのセカイ系戦争）。
- 《與你一同走過的坡道》（日语：君と歩んだ坂道）(隔壁的坂田。、2014年12月30日發行)
  - あほの坂田。的專輯。提供《肖邦與冰之白鍵》（日语：ショパンと氷の白鍵）。
- 《夕陽書簽》（日语：夕溜まりのしおり）（Subcul-rise Record、2015年4月22日發行）
  - Soraru的專輯。提供《天罰》。
- 《re:stArT》（紅婷婷(Akatin)、2015年4月30日發行）
  - Akatin的專輯。提供《迴響在廢都的槍聲所在之處》（日语：廃都に響く銃声の在り処）
- 《 Urasaka天氣》（日语：うらさか日和。）（Urasaka、2015年8月16日發行）
  - 浦田涉＆隔壁的坂田的專輯。提供《Continue》（日语：コンティニュー）。歌唱為隔壁的坂田。
- 《Labyrinth》（EXIT TUNES、2015年10月7日發行）
  - luz的專輯。提供《Lost in a Maze》（日语：ロスティナメイズ）。
- （A-Sketch、2015年11月7日發行）
  - mimimemeMIMI的專輯。負責《相對性複製品》（日语：相対性レプリカ）的作曲，與YUKA》（日语：ユカ）共同作詞。
- 《水奏轩辕十四》（日语：水奏レグルス）（EXIT TUNES、2015年12月2日發行）
  - Sou的專輯。提供《翻花鼓》（日语：あやとり）。
- 《一個人的合租房》（日语：おひとりシェアハウス）（2015年12月30日發行）
  - 的專輯。提供《Disconnect Smoke》（日语：ディスコネクトスモーク）。
- 《CRUISE TICKET》（勝利娛樂、2016年12月23日發行）
  - 浦島坂田船的專輯。提供《幸福從劇本外開始》（日语：シアワセは台本の外から）。
- 《玻璃球中的宇宙》（日语：ビー玉の中の宇宙）（そらる、2016年7月19日發行）
  - そらる的專輯。提供《布鲁托》（日语：プルート）。
- 《盆景戲劇》（日语：ドラマチック）（國王唱片、2016年7月27日發行）
  - 天月的專輯。提供《盆景戲劇》（日语：ドラマチック）、《愛鍵》。
- 《NEGATIVE》（EXIT TUNES、2016年12月31日發行）
  - nqrse的專輯。負責《寄生蟲》（日语：パラサイト）的作曲編曲，與nqrse共同作詞。
- 《閃耀!的日子/藍天的製作方法》（日语：きらめきっ!の日/青空のつくりかた）（NBC環球娛樂、2017年2月8日發行）
  - 的單曲。提供《藍天的製作方法》（日语：青空のつくりかた）。
- 《OVA 角色歌曲專輯》（日语：キャラクターソングアルバム）（NBC環球娛樂、2017年3月4日發行）
  - 的專輯。提供《青春哀歌與飛機雲》（日语：青春エレジーと飛行機雲）、《藍天的製作方法》（日语：青空のつくりかた）。
- 《SHOW MUST GO ON!!》（NBC環球娛樂、2017年4月26日發行）
  - Fourpe（浦島坂田船）的專輯。提供。
- 《＃COMPAS 戰鬥天命解析系統 原創原聲音樂 Vol.1》（2017年4月29日發行）
  - 作為角色聖女貞德的主題曲提供《錯誤搜尋》（日语：マチガイサガシ）。
- 《Reflexion》（EXIT TUNES、2017年6月28日發行）
  - luz的專輯。負責《REFLEXIÓN》的作詞作曲，與岸利至（日语：岸利至）共同編曲。
- 《凛》（PONY CANYON波麗佳音、2017年8月30日發行）
  - 工藤静香的專輯。負責《禁忌與月光》（日语：禁忌と月明かり）的作曲作詞，與三矢禅晃共同編曲。
- 《New Challengers》（UUUM RECORDS、2019年10月9日發行）
  - Fischer's的專輯。提供《第幾百次的情歌》（日语：何百回目のラブソング）。
- 《層層染君色》（日语：君色々移り）(Teichiku Entertainment（日语：テイチクエンタテインメント）、2018年6月13日發行、TECI-620)
  - 風男塾的Single專輯。擔當《層層染君色》（日语：君色々移り）的作詞、作曲。編曲為三矢禅晃。
- 《那一定就是戀愛》（日语：それはきっと恋でした。）(國王唱片、2018年6月27日發行、KICS-93731)
  - 天月的專輯。擔當《英雄主義症候群》（日语：ヒロイックシンドローム）的作詞、作曲。Rap詞作為成瀨（nqrse）、編曲為堀江晶太担当。
- 《V-enus》(NBCUniversal、2018年7月4日發行、GNCL-1300)
  - 浦島坂田船的專輯。擔任《一年一夜的戀愛動靜》（日语：年に一夜の恋模様）的作詞、作曲。編曲為佐々木裕（日语：佐々木裕 (ミュージシャン)）担当。
- 《TOY BOX》（Kiramune、2018年11月21日發行、LACA-35767）
  - 神谷浩史的專輯。擔任《BOARD GAME NAKED》的作曲。
- 《想要傳達給你的事情 -Message for you-》（日语：-Message for you-）(隔壁的坂田。、2019年5月3日發行)
  - 隔壁的坂田。的專輯。擔任「27頁，還未寫完的小説》（日语：27ページ、書きかけの小説。）」的作詞、作曲。編曲為都丸椋太。
- 《＄HUFFLE》(NBCUniversal、2019年6月26日發行、GNCL-1311)
  - 浦島坂田船的專輯。提供《花吹雪》。
- 《Wonder》（日语：ワンダー）(NBCUniversal、2019年7月17日發行、TYCT-69151)
  - SORARU的專輯。擔任《I Fake Me》（日语：アイフェイクミー）的編曲、也與SORARU共同擔任作詞、作曲。
- 《New Challengers》(UUUM、2019年10月9日發行、UUUM-0011)
  - YouTuber鱼团的第二張專輯。收錄曲《第幾百次的情歌》（日语：何百回目のラブソング）以After the Rain的名義與SORARU共同製作。

#### 動畫
- 從前有座靈劍山
  - 負責第一季《從前有座靈劍山 星塵之宴》片頭曲《First End》（日语：ファーストエンド）的作詞作曲。
- 政宗DATENICLE
  - 作為片頭曲提供《峨眉月Resize》（日语：ミカヅキリサイズ）。
- YUYU式
  - 作為OVA的片尾曲提供《藍天的製作方法（日语：青空のつくりかた）》。
- 時鐘機關之星
  - 作為片尾曲提供https://www.youtube.com/watch?v=vkISTgA3DZs （页面存档备份，存于）。
- 阿童木起源
  - 作為片頭曲提供https://www.youtube.com/watch?v=McDyGfXFsdk （页面存档备份，存于）。
- Gamers 電玩咖！
  - 作為片頭曲提供《GAMERS！》。
- 小松先生
  - 負責第二季片頭曲《你好不容易接近我身邊》（日语：君氏危うくも近うよれ）的作曲。與三矢禅晃共同編曲。

#### 遊戲
- 新楓之谷
  - 為線上遊戲《新楓之谷》與初音未來合作的原創歌曲。提供《黑白和勇者的遗传基因》（日语：モノクロと勇者の遺伝子）。
- #COMPASS - 戰鬥神意解析系統
  - 為遊戲中角色聖女貞德的主題曲。提供《錯誤搜尋》（日语：マチガイサガシ）。
- CROSS×BEATS
  - 提供《大殺界破爛共感》（日语：大殺界がらくたシンパシー）《浪漫遊戲》（日语：ロマンシングゲーム、Mafu×Akatin名義）。
- crossbeats REV.
  - 收錄了《大殺界破爛共感》（日语：大殺界がらくたシンパシー）。
- 偶像夢幻祭
  - 為遊戲中其中一個名為《UNDEAD》的團體作曲，曲名是《Valentine Eve's Nightmare》，收錄在團體第三張專輯裡的第7首。

#### 其他
- Live tour“XYZ TOUR 2016 -SUMMER-”
  - 作為主題曲提供《Secret Answer》。
- Live tour“XYZ TOUR 2018 -DJ Style-”
  - 作為主題曲提供《CocktaiL》
- Kiyo×Retoruto（日语：キヨ×レトルト）
  - 提供《完全對身心無益的日子》（日语：全く身にならない日々）（於活動「LEVEL.3 in 武道館」作為驚喜披露）。

## Live・活動

### 個人巡迴演唱會
| 日程                   | 名稱                                                                                              | 公演規模・會場 |
| ---------------------- | ------------------------------------------------------------------------------------------------- | --- |
| 2017年1月15日 - 2月5日 | 家裏蹲也要辦Live！                                                                                | 全國4處公演 01月15日 東京都 Zepp DiverCity TOKYO 01月22日 大阪府 Zepp Namba 01月28日 愛知縣 Zepp Nagoya 02月5日 千葉縣 幕張活動大廳 |
| 2019年6月22日          | 家裏蹲也要辦Live！〜超級Mafumafu世界2019@西武巨蛋〜 （页面存档备份，存于）                        | 埼玉縣 西武巨蛋 |
| 2020年3月25日          | 家裏蹲也要辦Live！～超級Mafumafu世界2020＠東京巨蛋～ （页面存档备份，存于）（因疫情取消）         | 東京都 東京巨蛋 |
| 2021年5月5日           | 家裏蹲也要辦Live！～超級Mafumafu世界2021＠東京巨蛋～ONLINE （页面存档备份，存于）（免費線上直播） | 東京都 東京巨蛋 |

### 主辦活動
| 日程                    | 名稱                                                             | 公演規模・會場                        |
| ----------------------- | ---------------------------------------------------------------- | ------------------------------------- |
| 2017年5月7日            | 家裏蹲也要辦Fes！                                                | 埼玉縣 埼玉超級競技場                 |
| 2018年3月20日 - 3月21日 | 家裏蹲也要辦Live！～明日色世界終結發售記念公演～                 | 千葉縣 幕張Masse国際展示場9・10・11館 |
| 2019年6月23日           | 家裏蹲也要辦Fes！〜世界征服 I @西武巨蛋〜 （页面存档备份，存于） | 埼玉縣 西武巨蛋                       |
| 2020年3月26日           | 家裏蹲也要辦Fes！～世界征服Ⅱ@東京巨蛋～（因疫情取消）            | 東京都 東京巨蛋                       |
| 2020年3月26日           | 家裏蹲也要辦Fes！～世界征服Ⅱ@東京巨蛋～ONLINE                    | 東京都 東京巨蛋                       |

### 參演活動
2012年
| 日期     | 名稱                                                               | 會場                  |
| -------- | ------------------------------------------------------------------ | --------------------- |
| 8月29日  | EXIT TUNES ACADEMY@0829 Zepp Fukuoka                               | 福岡市 Zepp Fukuoka   |
| 12月16日 | EXIT TUNES ACADEMY@1216 Zepp DiverCity ～帥聲樂園5 Release Party～ | 東京都 Zepp DiverCity |
| 12月31日 | EXIT TUNES ACADEMY@1231 Namba Hatch OSAKA 2013 COUNT DOWN SPECIAL  | 大阪府 難波Hatch      |

2013年
| 日期     | 名稱                                 | 會場                        |
| -------- | ------------------------------------ | --------------------------- |
| 1月19日  | EXIT TUNE SACADEMY＠0119 Zepp Nagoya | 名古屋 Zepp Nagoya          |
| 1月27日  | EXIT TUNES ACADEMY@0127 Zepp Tokyo   | 東京都 Zepp Tokyo           |
| 2月17日  | EXIT TUNES ACADEMY@0217 Zepp Tokyo   | 東京都 Zepp Tokyo           |
| 3月10日  | EXIT TUNES ACADEMY@0310 Zepp Sapporo | 札幌市 Zepp Sapporo         |
| 10月22日 | @smile-link-party Re:                | 東京都 TOKYO DOME CITY HALL |

2014年
| 日期    | 名稱                                  | 會場                  |
| ------- | ------------------------------------- | --------------------- |
| 3月23日 | SCHOOL LIVE ～市立櫻木高校奮闘記！～  | 大阪府 難波Hatch      |
| 8月3日  | EXIT TUNES ACADEMY FINAL SPECIAL 2014 | 埼玉縣 埼玉超級體育館 |
| 8月23日 | EXIT TUNES ACADEMY FINAL SPECIAL 2014 | 北海道 Zepp Sapporo   |
| 8月27日 | EXIT TUNES ACADEMY FINAL SPECIAL 2014 | 愛知縣 Zepp Nagoya    |
| 8月29日 | EXIT TUNES ACADEMY FINAL SPECIAL 2014 | 大阪 Zepp Namba       |
| 8月31日 | EXIT TUNES ACADEMY FINAL SPECIAL 2014 | 福岡市 Zepp Fukuoka   |

2015年
| 日期    | 名稱                                 | 會場                   |
| ------- | ------------------------------------ | ---------------------- |
| 2月28日 | Tokyo MUSIC COLLECTION               | 東京都 豊洲PIT         |
| 5月6日  | Tokyo MUSIC COLLECTION in Zepp Tokyo | 東京都 Zepp Tokyo      |
| 7月29日 | Stars on Planet 2015                 | 福岡縣 福岡太阳宫      |
| 8月1日  | Stars on Planet 2015                 | 兵庫縣 神戶文化廳 大廳 |
| 8月9日  | XYZ TOUR 2015 -SUMMER-               | 愛知縣 Zepp Nagoya     |
| 8月21日 | XYZ TOUR 2015 -SUMMER-               | 大阪府 難波Hatch       |
| 8月23日 | XYZ TOUR 2015 -SUMMER-               | 福岡市 Zepp Fukuoka    |

2016年
| 日期    | 名稱                              | 會場                         |
| ------- | --------------------------------- | ---------------------------- |
| 5月22日 | EXIT TUNES ACADEMY HALL TOUR 2016 | 静岡縣 静岡市民文化会館 大廳 |
| 8月6日  | XYZ TOUR 2016 -SUMMER-            | 愛知縣 Zepp Nagoya           |
| 8月7日  | XYZ TOUR 2016 -SUMMER-            | 大阪府 Zepp Namba            |
| 8月27日 | XYZ TOUR 2016 -SUMMER-            | 東京都 Zepp Tokyo            |
| 9月10日 | XYZ TOUR 2016 -SUMMER-            | 北海道 Zepp Sapporo          |

2017年
| 日期    | 名稱                     | 會場                      |
| ------- | ------------------------ | ------------------------- |
| 3月25日 | XYZ TOUR 2017 -DJ Style- | 東京都 Zepp DiverCity     |
| 9月17日 | XYZ TOUR 2017 -SUMMER-   | 愛知縣 Zepp Nagoya        |
| 9月18日 | XYZ TOUR 2017 -SUMMER-   | 大阪府 Zepp Osaka Bayside |

2018年
| 日期    | 名稱                                          | 會場                      |
| ------- | --------------------------------------------- | ------------------------- |
| 2月3日  | NBCUniversal ANIME×MUSIC FESTIVAL             | 埼玉縣 埼玉超級體育館     |
| 2月14日 | XYZ TOUR 2018 -Valentine's Night Ladies Only- | 東京都 TSUTAYA O-EAST     |
| 9月1日  | XYZ TOUR 2018 -SUMMER-                        | 大阪府 Zepp Osaka Bayside |

2019年
| 日期     | 名稱                           | 會場                      |
| -------- | ------------------------------ | ------------------------- |
| 9月20日  | XYZ TOUR 2019 -SUMMER-         | 大阪府 Zepp Osaka Bayside |
| 9月21日  | XYZ TOUR 2019 -SUMMER-         | 大阪府 Zepp Osaka Bayside |
| 12月31日 | XYZ TOUR 2019 -YOKOHAMA ARENA- | 神奈川縣 横滨体育馆       |

## 演出作品

### 節目
- 家裡蹲也想做〇〇！每一集皆有出演（2018.2019）
- 在日本電視台《ZIP!》節目中登場，該節目介紹了Mafumafu的相關信息。（動画總播放次數８億次以上！發掘以細膩的歌詞與高音成爲話題的Mafumafu！2019.8.1）[15]
- 被NHK邀請與YouTuber Hikakin一起進行拍攝特輯《從家裏蹲到巨蛋 網絡時代的先驅者・Mafumafu》（日语：ひきこもりからドームへ ネット時代の先駆者・まふまふ）(2019.10.19首播，11.18再放送）
- 2021年12月31日，NHK第72回紅白歌戰中初次登場

### 電視動畫
- 《阿童木起源》第4話（2017年、學生2）

### 劇場版動畫
- 喜歡上你的那瞬間。～告白實行委員會～（男學生A）

### DVD
『家裡蹲也想去旅行!』系列
| 卷數  | 發售日         | 副標題                                      | 演出 |
| ----- | -------------- | ------------------------------------------- | --- |
| vol.1 | 2016年8月14日  | 被放生到大自然的我們・輕井澤篇              | 班長：Mafumafu、班員：SORARU、天月、老師 : 事務員G、狗：luz                                                 |
| vol.2 | 2017年3月31日  | 時空穿越・年紀不小了還變回高中生的我們      | 學生會長：Mafumafu、風紀委員：SORARU、廣播委員：浦田涉、飼育委員：隔壁的坂田。（被養的一方）、老師：事務員G |
| vol.3 | 2017年10月14日 | 輸給雨輸給風・南之島沖繩篇                  | 班長：Mafumafu、班員：SORARU、浦田涉、隔壁的坂田                                                            |
| vol.4 | 2018年6月14日  | 時光倒流！回到江戶時代成為新撰組與忍者      | 班長：Mafumafu、班員：天月、傻子 : luz、隔壁的坂田                                                          |
| vol.5 | 2019年3月28日  | 家裡蹲們，飛向世界吧!常夏之島，夏威夷旅行編 | 班長：Mafumafu、班員:天月、浦田涉 傻子:隔壁的坂田                                                           |

### 雜誌
- 試著作了第五本關於試唱的書（日语：歌ってみたの本の5冊目を作ってみた）（2011年12月2日、ENTERBRAIN）ISBN 978-4047277458
- 2.5 Song MATE 2012年1月号（2011年12月16日、Fool's mate ）
- 試著作了第六本關於試唱的書（日语：歌ってみたの本の6冊目を作ってみた）（2012年3月16日、ENTERBRAIN）ISBN 978-4047279704
- 2.5 Song MATE 2012年5月号（2012年4月16日、Fool's mate）
- 2.5 SONG MATE 2012年7月号（2012年6月16日、Fool's mate）
- 《CUT》雜誌專訪 2019年10月号（2019年9月19日）

## 書籍

### 小說
在Niconico動畫播放次數總計超越40萬次的人氣歌曲《永眠童話》、《幻想世界與玩具的心臟》在創作者Mafumafu的監督下被改編為原創小說。
- 木本雅彥（日语：木本雅彦） 著《永眠童話 -幻想世界與玩具的心臟-》 KADOKAWA
  1. 2015年4月30日發售、ISBN 978-4047303775